# Friedrich Germanus Lüdke
Friedrich Germanus Lüdke (* 10. April 1730 in Stendal; † 8. März 1792 in Berlin) war ein deutscher protestantischer Theologe der Aufklärung im 18. Jahrhundert, Schriftsteller theologischer Werke, Feldprediger im Siebenjährigen Krieg und Erzdiakon an der Nikolaikirche in Berlin.

## Abstammung

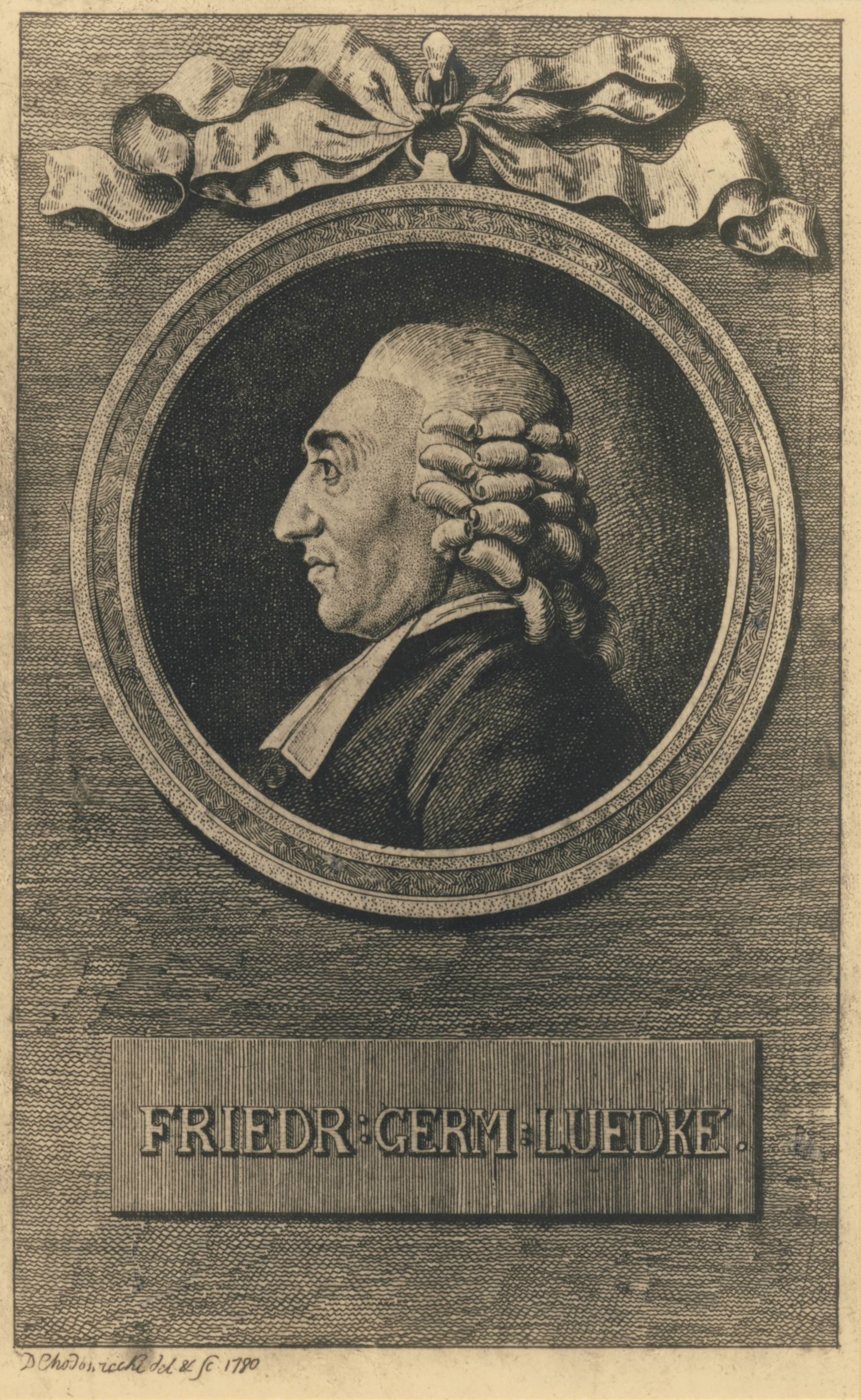
Kupferstich von Friedrich Germanus Lüdke (Chodowiecki, Allg. d. Bibli. 1785)

Friedrich Germanus Lüdke war Mitglied der Familie Lüdke, die in gerader Linie beginnend mit dem ersten protestantischen Dechanten am Havelberger Dom Matthäus Ludecus (1517–1604) verwandt ist und die bis Friedrich Germanus Lüdke folgende direkte Nachkommen aufweist:
- Lucas Luidtke, (* ca. 1562, † 1596), Jurist und Domherr in Havelberg
- Germanus Luidtke (* 1592, † 1672), Jurist und Bürgermeister in Stendal, Verordneter der kurmärkischen Landschaft, Canonicus in Havelberg
- Christian Luidtke (* 1621, † nach 1685), Jurist und Bürgermeister in Stendal
- Germanus Lüdke (* 1683, † 1735), Theologe, Erzdiakon im Dom zu Stendal
- Friedrich Germanus Lüdke (* 1730, † 1792), Theologe

Mit Ausnahme von Christian Luidtke waren demnach alle Vorfahren im kirchlichen Dienst tätig. Mit Friedrich Germanus Lüdke endet die theologische Tradition, da seine Abkömmlinge keine theologischen Berufe ergriffen haben.
Sein Vater, Germanus Lüdke (1683–1735), war Magister und Erzdiakon am Dom zu Stendal. Seine Mutter war Maria Elisabeth Otte.
Lüdke heiratete 1764 in der Garnisonskirche in Berlin Charlotte Luise Weissenberg, die Tochter des Zeltschneiders Johann Jakob Weissenberg. Sie verstarb 1789. Im Jahre 1791 heiratete er die Witwe Johanne Caroline Richter geb. Schmidt, die Tochter des Predigers Schmidt aus Fürstenwalde. Aus dieser Ehe gingen keine Kinder hervor. Lüdke starb nach 6-monatiger Ehe.
Bei seinem Tode lebten noch jeweils 3 Söhne und 3 Töchter, von denen folgende Personen erwähnenswert sind:
- Johann Peter Germanus Lüdke (1772–1845). Nach dem Besuch mehrerer besuchte er ab 1785 das Berliner Gymnasium und legte 1781 das Examen ab. Auf Anraten seiner Lehrer besuchte er aber nicht die Universität, sondern nahm die Gelegenheit wahr, als außerordentlicher expedierender Sekretär bei der ersten Kurmärkischen Zoll- und Accise-Direktion tätig zu sein.[4] Am Ende seiner Karriere war er Geheimer Hofrat im Finanzministerium Berlin[5].
- Karl Friedrich Wilhelm Lüdke (1782–1834). Er war ein Landwirt, königlich preußischer Oberamtmann, sowie Pächter der Staatsdomäne in Altlandsberg nordöstlich von Berlin.
- Frederike Lüdke. Sie war znnächst mit einem Herrn Holz verheiratet war und heiratete 1820 in zweiter Ehe den Major Karl Friedrich von Perbandt aus Potsdam (1768–1839),[6] Ihr Ehemann war Mitglied der Administration des Großen Militär-Waisenhauses in Potsdam.[7][8] Seine 3. Ehefrau wird zwar in dem Adelslexikon nicht erwähnt. Die Heirat ist aber wohl durch die Zeitungsanzeige nachgewiesen. Karl Friedrich von Perbandt war der Bruder des preußischen Generals Ernst von Perbandt
- Louise Charlotte Lüdke (1783-nach 1834). Sie war die zweitälteste Tochter und heiratete 1803 den preußischen Finanzrat Carl Friedrich Otto Westfal (1763–1834). Sie war offensichtlich sehr vermögend, da sie ein Vermögen von mehr als 10.000 Talern hatte.[9]

## Schulzeit, Studium
In Stendal besuchte Lüdke zunächst die Lateinschule (Gymnasium) bis 1748 und war danach Schüler des Königlich Joachimthalschen Gymnasiums in Berlin, um sich auf das Studium vorzubereiten. Er studierte dann Theologie in Halle und war Schüler des an der Universität lehrenden Siegmund Jakob Baumgarten (1706–1757), der, wie auch der Vater von Friedrich Germanus Lüdke, das Pädagogium des Halleschen Waisenhauses besucht hatte und noch einem orthodoxen Luthertum und der Spiritualität des Halleschen Pietismus verbunden war.
Wohl seine erste Veröffentlichung erfolgte schon im Jahre 1751, als er noch in Halle studierte, als Beitrag zu der theologischen Dissertation seines Studienfreundes Valentin Christoph Müller, bei dessen Disputation unter dem Vorsitz von Adam Struensee er als Opponent aufgetreten war.
Im Anhang zu der Dissertation seines engen Freundes Friedrich Johann Emanuel Eisenberg (1726–1802) aus Stendal, als Lüdke schon in Berlin wohnhaft war, schrieb er als Grußwort und Freundesgabe ein Gedicht, das beeinflusst war von der durch die Aufklärung bedingten Frühphase des „Sturm und Drang“ und sehr gefühlsbetont und ausdrucksstark in der letzten Strophe seine Freundschaft zu Eisenberg, der 1766 zum Gouverneur der königlichen Militärakademie in Berlin bestellt wurde, beschrieb:
Ach daß uns der Himmel niemals trennte!
Daß mein Staub sich mit Dir mischen könnte!
Gott, laß uns, soll einer von uns sterben,
Zusammen sterben
In den nachstehen genannten Briefe(n) an Freunde ist dieses Gedicht in dem 65. Brief an den Herrn E*** auf S. 217 nochmals abgedruckt.
1754 veröffentlichte Lüdke eine Gedenkschrift auf den verstorbenen Generalsuperintendenten Johann Rudolph Nolten, der 1735 Oberpfarrer an St. Marien und Superintendent in Gardelegen und seit 1741 Oberpfarrer am Dom St. Nikolaus und Generalsuperintendent in Stendal gewesen war. In der Schrift bezeichnet er Nolte als Gönner, Wohltäter, Ratgeber und Freund, dem er einen Teil seiner Grundsätze und seines Wohlstandes verdankte. Er habe ihn, der ein Kind ohne Vater war, unterstützt durch seine Unterweisungen und hat in zweifelhaften Fällen ihm guten Tat gegeben. Er erwähnt mit Liebe den jüngsten Sohn des Verstorbenen, mit dem ihn die Bande der Freundschaft so stark „als das Blut“ verknüpft haben. Er wünschte sich, dass die beiden Söhne sich weiterhin so lieben, „wie unsere Väter sich geliebt haben“. Bei dem Freund handelte sich dabei offensichtlich um Ernst Christoph Nolte. Dieser studierte ebenfalls zu Halle, disputierte 1753 bei Baumgarten, wurde Feldprediger und starb sehr jung 1761.

## Hofmeister
Sein Studium in Halle hatte Lüdke Ende des Jahres 1752 beendet. Danach war Lüdke für 5 Jahre, also bis 1757, Hofmeister (Erzieher der Kinder) bei dem Preußischen Justizminister Levin-Friedrich von Bismarck (1703–1774), der ebenfalls aus der Altmark bei Stendal stammte. Zu der Familie von Bismarck bestand auch nach dem Ausscheiden von Lüdke aus den Diensten der Familie ein freundschaftliches und vertrauensvolles Verhältnis, das sich in dem Inhalt der Leichenpredigten zeigt, die Lüdke nach dem Tode der Eheleute von Bismarck gehalten hat.
1756 veröffentlichte er in Danzig ohne Angabe des Verfassers die Briefe an Freunde.

## Feldprediger
Vom 28. Lebensjahr an, also ab 1758, war er Feldprediger während des Siebenjährigen Krieges in Schlesien bei den preußischen Regimentern Infanterieregiment No. 20 „Bornstedt“ (Generalmajor August Gottlieb von Bornstedt) und Infanterie-Regiment Nr. 1 „Lattorf“ bzw. „Zeuner“ (Generalmajore ab 1758: Johann Siegismund von Lattorff und ab 1760: Karl Christoph von Zeuner).
1762 ließ er zu Breslau einige Predigten drucken (z. B. von der Unsterblichkeit der Seele).

## Diakon in St. Nicolai in Berlin
Auf Empfehlung des Generalmajors Karl Christoph von Zeuner erhielt er die vakante Stelle des 4. Dekans an der Berliner Nikolaikirche. Er wurde 1765 eingeführt von dem Propst Johann Joachim Spalding. Mit der Zeit rückte er zum Erzdiakon auf und soll seinen Beruf mit seltener Treue erfüllt haben.
Lüdke starb am 8. März 1792. Probst Johann Friedrich Zöllner, der Nachfolger von Johann Joachim Spalding, hielt ihm die Gedächtnispredigt. Er wurde in der Nikolaikirche begraben. Horst Bosetzky bezeichnet in einem „fiktiven“ Roman über den „Turnvater“ Friedrich Ludwig Jahn dessen Vater, den Pfarrer in Lanz im Landkreis Prignitz Friedrich Alexander Jahn (1742–1811), sowie Friedrich Germanus Lüdke als Freunde. Danach hat Friedrich Alexander Jahn an der Beerdigung von Lüdke teilgenommen und hat die Leichenpredigt des Probstes, dessen Namen er aber vergessen hat, gehört. Lüdke wird darin als einer der bedeutendsten evangelischen Theologen der Aufklärung bezeichnet. Leider ist der Text der Leichenpredigt, die sicherlich gedruckt wurde, anscheinend noch nicht nachweisbar.

## Schriftstellerische Tätigkeit
Nach Wagenmann, der nachfolgend wörtlich zitiert wird, war Lüdke ein Mann von vielen Einsichten und unermüdetem Fleiß, ein selbstdenkender und aufgeklärter Religionslehrer, dem vorzugsweise das praktische Interesse des Christentums und Predigtamtes am Herzen lag, dabei ein fleißiger Mitarbeiter, eine Zeitlang auch theologischer Mitredakteur an Nikolais Allgemeiner deutscher Bibliothek, für die er in der ganzen Zeit von ihrem ersten Erscheinen bis zu seinem Tod zahlreiche Beiträge, meist Rezensionen, geliefert hat.
Von seinen eigenen Schriften sind die bedeutendsten, die ihm nach Wagenmann „allgemeinen Ruhm zugebracht haben“, folgende Schriften:
- Ueber Toleranz und Gewissensfreiheit, insofern der rechtmäßige Religionseifer sie befördert und der unrechtmäßige sie verhindert, Berlin 1774. 8°;
- Vom falschen Religionseifer, Berlin 1767, worin er die symbolischen Bücher als Hindernisse der Freiheit und des Friedens bezeichnet; sowie seine
- Gespräche über die Abschaffung des dem Staate entbehrlich ja sogar schädlich sein sollenden geistlichen Standes, Berlin 1784, und
- Briefe über das neue preußische Gesangbuch, 1781

Den größten Beifall aber fand unter seinen aufgeklärten Zeitgenossen sein 1772 in erster, 1793 in vierter, verbesserter und vermehrter Auflage (mit Vorrede von J. A. Hermes) erschienenes
- Communionbuch nebst einer Vorstellung wider Geringschätzung des h. Abendmahls, 1772. 8°.

Von seinen gedruckten Predigten haben ein gewisses zeitgeschichtliches Interesse:
- Zwei Predigten bei der Regierungsveränderung in den preußischen Landen, 1786 und
- Stand und Trauerrede auf H. Otto v. Bismark, Stendal 1774[25]
- Lebensbeschreibung Ihrer Excellenz der wohlseligen Frau geheimen Etatsministerinn Frau Sophia Amalia von Bismark gebornen von der Schulenburg von Friedrich Germanus Lüdke, Prediger bey der Nicolai- und Klosterkirche zu Berlin. In: Gedächtniß-Reden welche zum Andenken Jhro Excellenz der Frau Etatsministerinn Sophie Amalie von Bismark gebornen von der Schulenburg aus dem Hause Betzendorff (…). Stendal 1783, Volltext

## Rezensionen
Über den Server der Universität Bielefeld sind 470 digitalisierte Rezensionen zu lesen.

## Werke (Auswahl)
Im Internet als digitale Ausgaben zu lesen:
- Dissertatio Ivris Gentivm De Forma Litterarvm Credentialivm Legatorvm, Halae, Magdeb. 1753, Online-Version:
- Nöthige Vorstellungen wider die Geringschätzung und den Missbrauch des heiligen Abendmahls, Berlin 1772, Online-Version:
- Ueber Toleranz und Gewissensfreiheit, insofern der rechtmäßige Religionseifer sie befördert, und der unrechtmäßige sie verhindert, Erstes und zweites Buch, Berlin 1774, Online-Version:
- Communionbuch, Enthaltend I. Eine kurze Anweisung zum würdigen, oder rechten und nützlichen Gebrauche des heiligen Abendmahls. II. Betrachtungen und Gebete […], Berlin 1779, Online-Version:
- Gespräche über die Abschaffung des geistlichen Standes, nebst Untersuchung: Ob derselbe dem Staat entbehrlich, ja sogar schädlich sey, Stettin, Berlin 1784, Online-Version:

## Neudrucke
- Vom falschen Religionseifer, Ulan Press 2011
- Ueber Toleranz und Gewissensfreyheit, Nabu Press 2012

## Neuere Literatur (Auswahl)
- Jan Rohls, Die Confessio Augustana in den reformierten Kirchen Deutschland, S. 83 f., in: Soll das Augsburger Bekenntnis Grundbekenntnis der Evangelischen Kirche in Deutschland werden?, Ein Votum der Kammer der Evangelischen Kirche in Deutschland für Theologie, EKD Texte Nr. 103, Hannover 2009, online Volltext  (Stellungnahme zur Schrift „Vom falschen Religionseifer“ und der Forderung für die Abschaffung der Verpflichtung auf die Bekenntnisschriften)
- Marcus Twellmann, Über die Eide, Zucht und Kritik im Preußen der Aufklärung, München 2010, S. 149 f, ISBN 978-3-86253-000-7, online Volltext  (Ablehnung der Symbolverpflichtung und des Bekenntniseides)* Thomas Hahn, Staat und Kirche im deutschen Naturrecht: Das natürliche Kirchenrecht des 18. und 19. Jahrhunderts (ca. 1680 bis ca. 1850), Tübingen 2012, S. 216 f, ISBN 978-3-16-150997-1,Online Leseprobe  (Fortgeltung christlicher Dogmatik angesichts der Bestrebungen, alle überlieferte Offenbarung an der menschlichen Vernunft zu messen)
- Ulrich Wyrwa, Juden in der Toskana und in Preussen im Vergleich: Aufklärung und Emanzipation in Florenz, Livorno, Berlin und Königsberg i. Pr, London 2003, S. 192 f, ISBN 3-16-148077-5, OnlineLeseprobe  (Toleranz auch gegen Juden, da jede intolerante Politik nicht „ohne greuliches Morden und Blutvergießen abgehen könne“)
- Albrecht Beutel, Johann Joachim Spalding: Meistertheologe im Zeitalter der Aufklärung, Tübingen 2014, S. 257, ISBN 978-3-16-153266-5, Leseprobe:  (Hinweis auf die wohlwollende Kritik von Lüdke an seinen Amtsbruder Johann Joachim Spalding bezüglich dessen Werk Vertraute Briefe, die Religion betreffend. Neuauflage 2004. ISBN 3-16-148145-3)
- Thomas K. Kuhn, Religion und neuzeitliche Gesellschaft: Studien zum sozialen und diakonischen Handeln in Pietismus, Aufklärung und Erweckungsbewegung, Tübingen 2003, S. 173ff, ISBN 3-16-148169-0, Leseprobe  (Stellungnahme zu dem Werk: „Gespräche über die Abschaffung des geistlichen Standes“)
- Christopher Spehr, Aufklärung und Ökumene: Reunionsversuche zwischen Katholiken und Protestanten im deutschsprachigen Raum des späteren 18. Jahrhunderts, Tübingen 2005, S. 82 (mit Fußnote 147) und 378, ISBN 3-16-148576-9, Leseprobe:  (Auseinandersetzung mit der „Reunionsschrift“ von Johann Friedrich Wilhelm Jerusalem)